# توني شميت (سائق سيارة سباق)
توني شميت (بالألمانية: Tony Schmidt)‏ هو سائق سباق ألماني، ولد في 9 مايو 1980 في لايبزيغ في ألمانيا.

## روابط خارجية
- توني شميت على موقع DriverDB.com (الإنجليزية)